# テルアビブ地区
テルアビブ地区（テルアビブちく、ヘブライ語: מחוז תל אביב、アラビア語: منطقة تل أبيب、Mehoz Tel Aviv）は、イスラエルの行政区画である。中心都市はテルアビブ。

## 地理

### 自治体

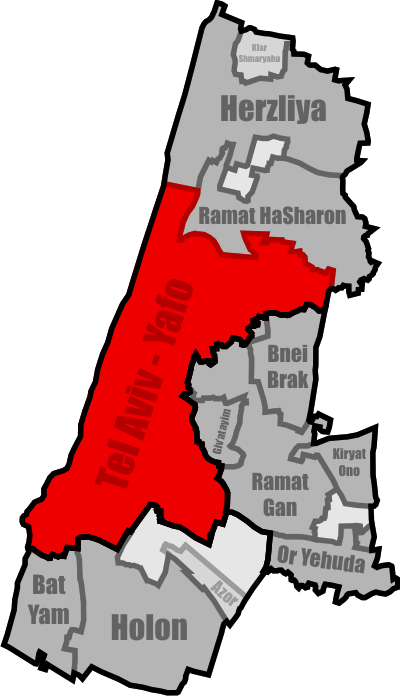
テルアビブ地区の自治体

13の自治体（市 - 11、町 - 2）がある。イスラエルで唯一、他国及びヨルダン川西岸地区との境界を有さない。

## 隣接行政区画
- 中央地区

## 文化

### スポーツ
- ハポエル・テルアビブ - スポーツクラブ